# ريتشارد شيبرد (صحفي)
ريتشارد شيبرد (بالإنجليزية: Richard Shepherd)‏ هو منتج أفلام وصحفي أمريكي، ولد في 4 يونيو 1927 في كانساس سيتي في الولايات المتحدة، وتوفي في 14 يناير 2014 في لوس أنجلوس في الولايات المتحدة بسبب قصور كلوي.

## وصلات خارجية
- ريتشارد شيبرد على موقع IMDb (الإنجليزية)
- ريتشارد شيبرد على موقع قاعدة بيانات الفيلم (الإنجليزية)